# Finn E. Kydland
Finn Erling Kydland (* 1. prosince 1943) je norský ekonom. V současné době je profesorem ekonomie na Kalifornské univerzitě v Santa Barbaře. Spolu s Američanem Edwardem C. Prescottem získal roku 2004 Nobelovu cenu za ekonomii za teorii hospodářských cyklů a ekonomické politiky, časové konzistence ekonomické politiky a zkoumání sil, které řídí výkyvy hospodářského cyklu.

## Život a vzdělání
Jako nejstarší ze šesti sourozenců vyrůstal Kydland na rodinné farmě na norském jihozápadu. V mládí se zajímal o matematiku a ekonomii.